# Cléopâtre (film, 1899)
Pour les articles homonymes, voir Cléopâtre (film) et Cléopâtre.
Pour plus de détails, voir Fiche technique et Distribution.
Cléopâtre est un film français réalisé par Georges Méliès, sorti en 1899.
Ce film a été considéré comme perdu au cours des années 1930. Une copie a cependant été retrouvée en 2005 dans un dépôt oublié. Madeleine Malthête-Méliès, petite-fille du cinéaste, a précisé en 2005 qu'il s'agissait du 202e film retrouvé sur les 520 tournés par Méliès entre 1896 et 1912.
Jehanne d'Alcy est alors la première actrice de l'histoire à incarner Cléopâtre VII au cinéma.
On peut aussi noter que c'est un des premiers films d'horreur réalisés.

## Synopsis
Lors d'une profanation du tombeau de Cléopâtre, la momie de la reine est brûlée mais le fantôme de l'Égyptienne resurgit de la fumée... 

## Fiche technique
- Titre original : Cléopâtre
- Réalisation : Georges Méliès
- Production : Georges Méliès
- Société de production : Star Film
- Pays de production :  France
- Format : noir et blanc - muet
- Durée : 2 minutes
- Date de sortie : 
  - France : 1899

## Distribution
- Jehanne d'Alcy : le fantôme de Cléopâtre
- Georges Méliès : un profanateur de la tombe de Cléopâtre